# Evotella rubiginosa
Evotella rubiginosa là một loài thực vật có hoa trong họ Lan. Loài này được (Sond. ex Bolus) Kurzweil & H.P.Linder mô tả khoa học đầu tiên năm 1991.